# David Ortiz (rugby à XV)
David Ortiz, né le 5 juin 1984 à Murcie, est un entraîneur français de rugby à XV. Depuis le 19 décembre 2022, il est sélectionneur et entraîneur de l'équipe de France féminine aux côtés de Gaëlle Mignot.

## Biographie
Né à Murcie en Espagne, il arrive en France à l'âge de 13 ans. Il joue au rugby à XV puis devient educateur au Rugby club de Gradignan.
De 2010 à 2020, il est directeur du centre de formation de l'Union Bordeaux Bègles. Il dirige également l'équipe espoirs du club qu'il mène au titre de Champion de France en 2016. Il quitte le club en 2020 et est remplacé par Frédéric Garcia.
En 2019, il devient entraîneur des avants de l'équipe de France de rugby à XV des moins de 20 ans aux côtés de Philippe Boher et Fabrice Estebanez. Ils sont rejoints pas Régis Sonnes pour la saison 2020-2021.
À l'automne 2020, il épaule le staff du Soyaux Angoulême XV Charente pendant quelques semaines après le limogeage de l'entraîneur des avants André Bester. Il est sollicité par le manager Vincent Etcheto, avec qui il a collaboré à l'Union Bordeaux Bègles,.
En janvier 2021, il est nommé entraîneur des avants du SU Agen aux côtés du nouveau manager Régis Sonnes et de l'entraîneur des arrières Sylvain Mirande. Il arrive au club un mois après ses collègues après le départ précipité de Djalil Narjissi à la suite de désaccords avec Sonnes sur le management de l'équipe,. Fin octobre 2021, alors que le club a été entre-temps relégué en Pro D2 et que Sonnes a été démis de ses fonctions après les mauvais résultats de l'ouverture du championnat, le rôle de Mirande et Ortiz est confirmé au sein du SU Agen, assurant l'intérim à la tête de l'équipe jusqu'à la fin de la saison.

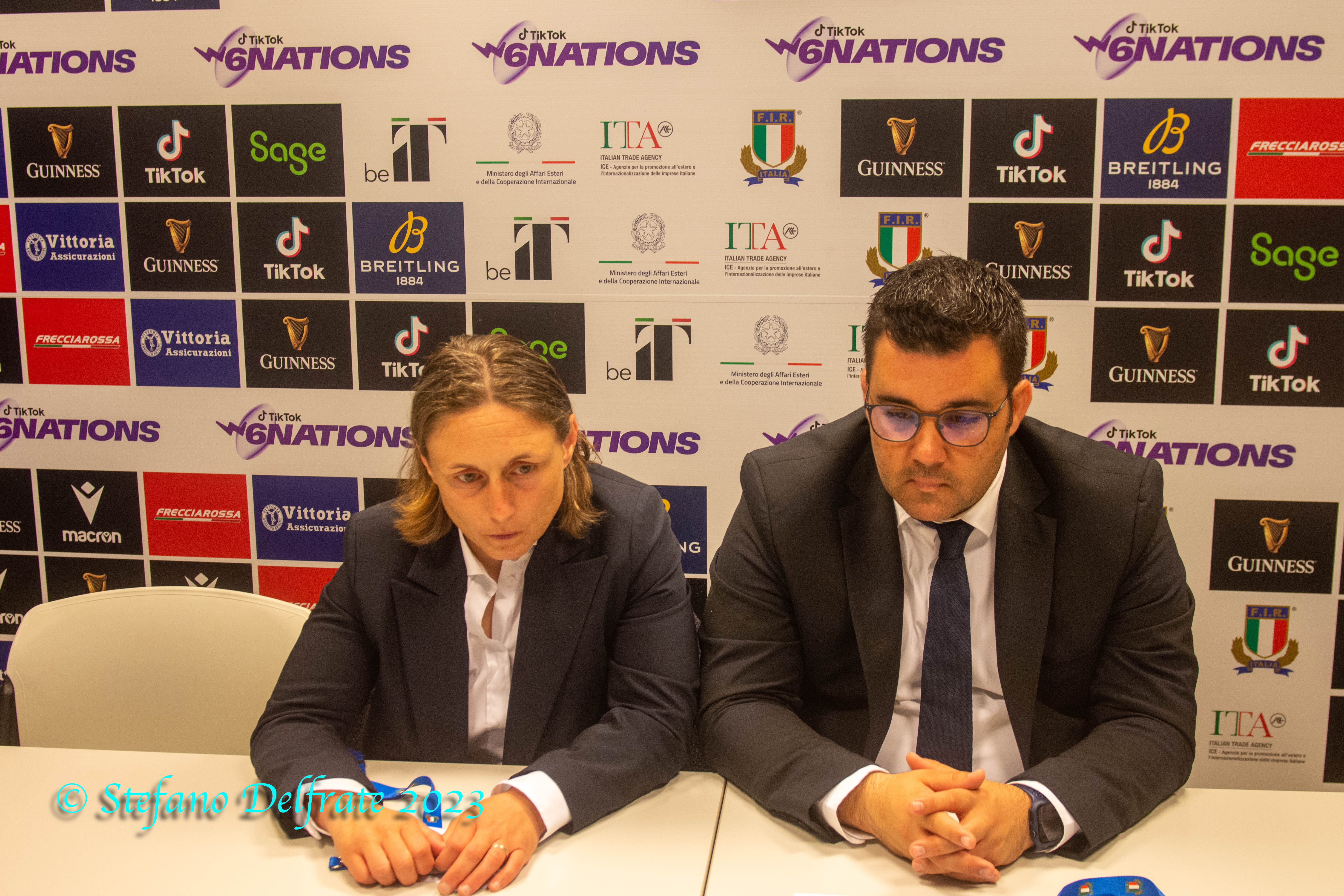
Gaëlle Mignot et David Ortiz, co-sélectionneurs du XV de France, en 2023.

En mai 2022, il est nommé entraîneur adjoint de l'équipe de France féminine de rugby à XV, chargé de la touche et de la défense, cinq mois avant la Coupe du monde en Nouvelle-Zélande. Après la Coupe du monde, le sélectionneur Thomas Darracq quitte la sélection. Gaëlle Mignot et David Ortiz sont alors nommés sélectionneurs-entraîneurs du XV de France féminin pour préparer la Coupe du monde 2025. En janvier 2023, Sylvain Mirande est nommé entraîneur des arrières de l'équipe.

## Palmarès
- Champion de France espoirs : 2016
- Trophée Anita-Garibaldi (2) : 2023 et 2024